# Komodo (otok)
Komodo je jedan od 17508 otoka koja čini državu Indoneziju. Otok je najpoznatiji kao prirodno stanište najvećeg guštera na planeti Komodo varana. Otok je dio lanca Malih sundskih otoka i dio je Nacionalnog parka Komodo.
Na otoku površine 390 km2 trajno obitava nešto preko 2000 stanovnika.  

## Vanjske poveznice
|  | Zajednički poslužitelj ima još gradiva o temi Komodo (otok) |